# Miriam Leitão
Miriam Azevedo de Almeida Leitão (Caratinga, 7 de abril de 1953) es una periodista y presentadora de televisión brasileña. Tiene un programa en GloboNews y es comentarista de economía en Bom Dia Brasil de TV Globo y escribe la columna Panorama Econômico en el diario O Globo. 

## Trayectoria
Leitão nació en Caratinga, Minas Gerais, de Mariana Azevedo de Almeida Leitão y Uriel de Almeida Leitão. Es licenciada en Periodismo por la Universidad de Brasília. Comenzó su carrera en Vitória, Espírito Santo, y trabajó en varios medios de comunicación, en prensa, radio y televisión, como Gazeta Mercantil, Jornal do Brasil, Veja, O Estado de S. Paulo, O Globo, Rádio CBN, GloboNews y TV Globo. Fue reportera de asuntos diplomáticos en Gazeta Mercantil y editora del departamento de economía de Jornal do Brasil.
Desde 1991 trabaja en Grupo Globo, primero escribiendo una columna en la sección de economía de O Globo. En 1996, Leitão se convirtió en comentarista de economía en Jornal Hoje junto con Fátima Bernardes. Después de dejar Jornal Hoje, Leitão se convirtió en comentarista de economía de Bom Dia Brasil, en sustitución de Ana Paula Padrão. En 2003 se convirtió en la conductora del Espaço Aberto Economia de GloboNews, en lugar de Joelmir Beting.
Leitão participó activamente en el movimiento estudiantil y fue miembro del Partido Comunista de Brasil a principios de la década de 1970, durante la dictadura militar en Brasil. En 1972 fue encarcelada y torturada por agentes militares; Leitão estaba embarazada en ese momento.

## Obra

### Narrativa
- Convém Sonhar (2010)
- Saga Brasileira: A longa luta de um povo por sua moeda (2011)
- A Perigosa Vida dos Passarinhos Pequenos (2013)
- Tempos Extremos (2014)
- A Menina de Nome Enfeitado (2014)
- Flávia e o Bolo de Chocolate (2015)
- História do Futuro: O horizonte do Brasil no século XXI (2015)

## Premios
- Jornalismo para Tolerância - 2003 (Federação Internacional de Jornalistas – FIJ)
- Orilaxé - 2003 (Grupo AfroReggae)
- Ayrton Senna de Jornalismo Econômico - 2004
- Camélia da Liberdade - 2005 (Ceap – Centro de Articulação de Populações Marginalizadas)
- Maria Moors Cabot Prize - 2005 (Universidad de Columbia)
- Jornalista Econômico 2007, otorgado por Ordem dos Economistas do Brasil
- Prêmio Jabuti - 2012, Libro de no ficción del año y libro de periodismo extenso, por "Saga brasileira: a longa luta de um povo por sua moeda"[3]
- Most admired journalist of Brazil, together with  Ricardo Boechat - 2014
- ANJ Freedom of Press Award - 2017[4]